# Clostridioides
Genre
Espèces de rang inférieur
- Clostridioides difficile
- Clostridioides mangenotii

Le genre Clostridioides est un genre bactérien regroupant des bacilles gram positifs strictement anaérobies et sporulés parmi lesquelles Clostridioides difficile, un agent pathogène humain responsable notamment de diarrhées nosocomiales chez les patients sous antibiothérapie.

## Liste d'espèces
Le genre Clostridioides comporte deux espèces :
- Clostridioides difficile qui peut être responsable de la colite pseudomembraneuse chez l'humain ;
- Clostridioides mangenotii.